# Coreglia Antelminelli
Coreglia Antelminelli település Olaszországban, Toszkána régióban, Lucca megyében. Lakosainak száma 5069 fő (2023. január 1.). Coreglia Antelminelli Abetone Cutigliano, Bagni di Lucca, Barga, Borgo a Mozzano, Fiumalbo, Gallicano és Pievepelago községekkel határos.

## Népesség
A település lakossága az elmúlt években az alábbi módon változott:
| Lakosok száma | 5204 | 5220 | 5069 |
|               | 2017 | 2018 | 2023 |